# (9480) Inti
(9480) Inti es un asteroide perteneciente al cinturón de asteroides descubierto el 24 de septiembre de 1960 por Cornelis Johannes van Houten en conjunto a su esposa también astrónoma Ingrid van Houten-Groeneveld y el astrónomo Tom Gehrels desde el Observatorio del Monte Palomar, Estados Unidos.

## Designación y nombre
Designado provisionalmente como 2553 P-L. Nombrado en honor al dios del sol en la religión incaica, también llamado Apu-Punchau, considerado el antepasado de los incas. Inti estaba a la cabeza del culto estatal. Se lo representaba generalmente en forma humana, con su rostro retratado como un disco de oro del que se extendían rayos y llamas. La hermana de Inti era la luna, Mama Quilla, que era retratada como un disco de plata con rasgos humanos.

## Características orbitales
Inti está situado a una distancia media del Sol de 3,129 ua, pudiendo alejarse hasta 3,599 ua y acercarse hasta 2,659 ua. Su excentricidad es 0,150 y la inclinación orbital 0,581 grados. Emplea 2021,34 días en completar una órbita alrededor del Sol.
Los próximos acercamientos a la órbita de Júpiter ocurrirán el 19 de octubre de 2029, el 22 de octubre de 2091 y el 25 de diciembre de 2101.
Pertenece a la familia de asteroides de (24) Themis.

## Características físicas
La magnitud absoluta de Inti es 13,36. Tiene 12,741 km de diámetro y su albedo se estima en 0,063.